# Hastière-par-delà
Hastière-par-delà is een plaats en deelgemeente van de Belgische gemeente Hastière.
Hastière-par-delà ligt in de provincie Namen en was tot 1 januari 1977 een zelfstandige gemeente.

## Geschiedenis
De plaats gaat terug op de stichting van de Sint-Pietersabdij door Ierse benedictijnen met de steun van paltsgraaf Wigerik. Een oorkonde van Karel de Eenvoudige uit circa 911-915 bevestigde Wigerik en zijn zoon Adalbero in hun bezit. Omstreeks 986 werd de gemeenschap gekoppeld aan de nabijgelegen abdij van Waulsort. De romaanse abdijkerk werd gebouwd in 1033 en kreeg in 1260-1264 een gotisch koor. De abdij werd in 1568 in brand gestoken door beeldenstormers en in 1793 vernield door Franse revolutionairen, maar het kerkgebouw bleef bewaard en werd in de 19e eeuw gerestaureerd.

## Demografische ontwikkeling
- Bronnen:NIS, Opm:1831 tot en met 1970=volkstellingen, 1976= inwoners op 31 december

## Bezienswaardigheden
- Sint-Pieterskerk: deze voormalige abdijkerk is een gaaf geconserveerd voorbeeld van Maaslandse architectuur, met een opmerkelijke crypte en houten plafond.

## Geboren in Hastière-par-delà
- Paul-Henry Gendebien (1939-2024), politicus

## Voetnoten
1. ↑  Ulrich Nonn, "Die gefälschte Urkunde des Grafen Widerich für das Kloster Hastière und die Vorfahren der Grafen von Luxemburg", in: Rheinische Vierteljahrsblätter, vol. 42, 1978, p. 52-62

Deelgemeenten: Agimont · Blaimont · Hastière-Lavaux · Hastière-par-delà · Heer · Hermeton-sur-Meuse · Waulsort

Overige kernen: Freÿr · Inzemont · Lenne · Maurenne · Moniat · Petit-Doische

Belgische gemeenten · arrondissement Dinant · provincie Namen · Wallonië